# تشناقبلاغ سفلي
تشناقبلاغ سفلي هي قرية في مقاطعة مراغة، إيران. عدد سكان هذه القرية هو 83 في سنة 2006.